# Cellule solaire à pigment photosensible
Pour les articles homonymes, voir DSC.
Une cellule solaire à pigment photosensible parfois appelée cellules Grätzel (en anglais, Dye-sensitized solar cell ou DSC) est  un système photoélectrochimique inspiré de la photosynthèse végétale qui, exposé à la lumière (photons), produit de l’électricité. Elle est souvent désignée par l'acronyme dérivé de son appellation en anglais : dye-sensitized solar cell, DSC, DSSc voire DYSC). Les cellules Grätzel ont été nommées ainsi en référence à son concepteur, Michael Grätzel, de l’École polytechnique fédérale de Lausanne. Les pigments organiques sont aussi dénommés « chromophores ».
Les cellules à pigment photosensible ne sont pas actuellement les plus performantes du marché, mais elles peuvent être produites avec des matériaux à faible coût et pourraient bénéficier de progrès techniques et de conception. Elles présentent aussi l'avantage de pouvoir produire de l'énergie même sans ensoleillement direct voire sous un faible éclairage.

## Contexte

### Histoire

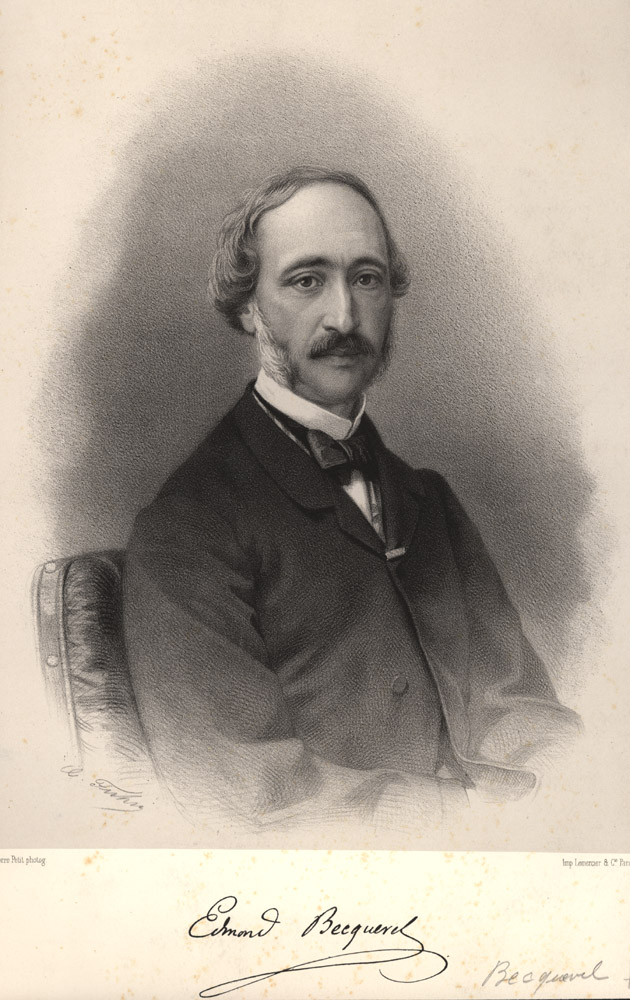
Edmond Becquerel, le découvreur de l'effet photovoltaïque.

Si la plupart des cellules photovoltaïques sont de nos jours en phase solide, l'effet photovoltaïque fut initialement découvert en 1839 par le français Edmond Becquerel dans un système liquide à base d'halogénure d'argent. Les halogénures d'argent étaient des composés très importants pour la photographie argentique ce qui motiva beaucoup de recherche. Un des problèmes dans ce domaine était que ces composés absorbent mal la lumière à grande longueur d'onde (vers le rouge du spectre visible), ce qui est dû à leur bande interdite. C'est dans ce contexte que fut introduit le concept de photosensibilisation : en ajoutant aux particules d'argent un pigment qui absorbe dans le rouge, les particules réagissent à une plus grande gamme de lumière. Ce principe fut très rapidement étendu aux cellules photoélectrochimiques.
Malgré les nombreuses tentatives, l'efficacité de ces cellules photovoltaïques restait limitée à moins de 1%. Un des principaux problèmes était que les chercheurs pensaient que le semi-conducteur devait avoir une surface lisse pour une efficacité optimale. Ainsi, les pigments étaient présents que sur une seule couche, et l'absorption était minimale. L'évènement clef dans l'histoire de ces cellules à pigment photosensible intervient en 1991 avec la publication d'un article de Michael Grätzel et Brian O'Regan de l'École polytechnique fédérale de Lausanne dans laquelle une cellule avec une efficacité de 7 à 8 % est reportée. La principale raison de ce bond en efficacité est l'utilisation d'un semi-conducteur poreux (dioxyde de titane) ce qui offre une très grande surface pour les pigments. Cet article est une véritable révolution dans le domaine et justifie le nom « Cellule de Grätzel » parfois donnée à ces cellules.

## Fonctionnement

### Schéma général

Type de cellule réalisé à l'EPFL par Grätzel et O’Regan.

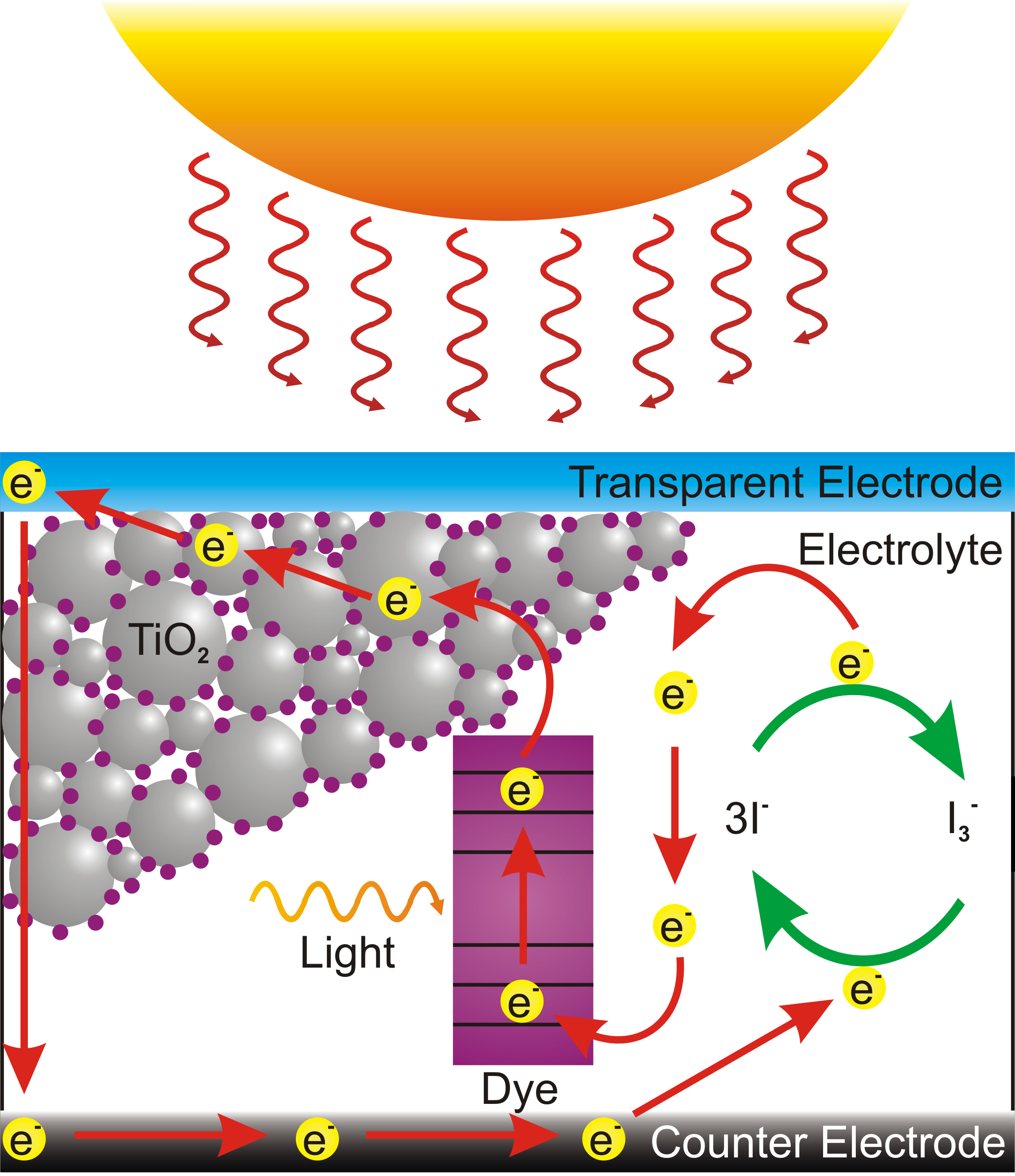
Fonctionnement d'une cellule Grätzel.

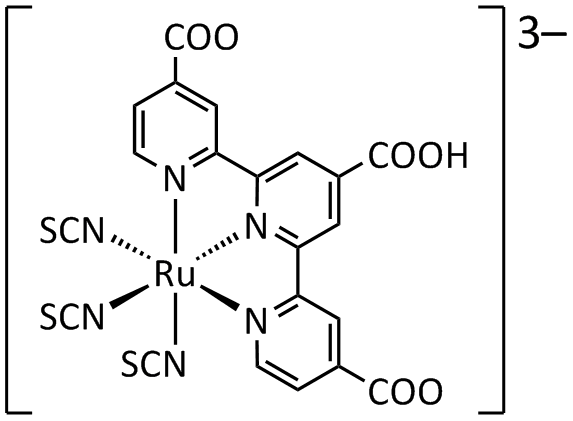
Complexe ruthénium-terpyridine comme pigment photosensible.

Il existe une énorme diversité de cellules à pigment photosensible avec des composants variés, mais le schéma global reste approximativement le même. Le cœur de la cellule est un semi-conducteur mésoporeux (porosité entre 50 et 60 %), typiquement constitué de nanoparticules (entre 10 et 30 nm de diamètre) de dioxyde de titane (TiO2) agglomérées de façon à permettre la conductivité électrique. Sur l'importante surface de ce semi-conducteur est déposée une monocouche de pigments. Le semi-conducteur se présente en général comme un film d'environ 10 μm et est lui-même déposé sur une électrode transparente, typiquement du dioxyde d'étain dopé au fluor. La contre-électrode (cathode) est en contact avec un électrolyte, fréquemment le couple redox Iodure/Triiodure (I3−/I−) qui baigne tout le système et permet de compléter le cycle électrique.
Lorsqu'un pigment est exposé à la lumière, il peut absorber un photon ce qui va l'exciter. Ceci génère un électron avec une énergie suffisante pour être injecté dans la bande de conduction du semi-conducteur. Cet électron va ensuite rejoindre le circuit électrique par l'intermédiaire de l'électrode et constitue l'énergie électrique produite par la cellule. Le pigment ayant perdu un électron va récupérer un électron par le biais de l'électrolyte qui est lui-même régénéré à la cathode.
Un autre type de cellule solaire à pigment photosensible a été développé en utilisant, entre autres, un semi-conducteur différent : l'oxyde de nickel (NiO). Elles sont appelées p-DSSC en anglais alors que les cellules à pigment photosensible classiques sont appelées n-DSSC, en référence à la manière dont le semi-conducteur interagit avec le pigment. En effet, dans le cas des cellules de type p, l'absorption de la lumière par le pigment entraîne l'arrachage d'électrons (et non leur injection comme dans le cas des cellules de type n), par un phénomène appelé transfert de charge. L'électron capté est ainsi déplacé, depuis la zone qui permet l'ancrage du pigment sur le semi-conducteur, vers son extrémité opposée où il réagit avec l'électrolyte présent dans la cellule. L'électrolyte couramment utilisé est également le couple redox Iodure/Triiodure (I3−/I−), mais les réactions d'oxydo-réductions qui interviennent sont différentes, puisque c'est avec l'espèce chimique I3− que le pigment interagit. 

Ce système photoélectrochimique est inspiré de la photosynthèse végétale. 
Il est basé sur un électrolyte donneur d’électron (analogue à l’eau dans la photosynthèse) sous l’effet d’un pigment excité par le rayonnement solaire (analogue à un pigment photosynthétique tel que la chlorophylle). La force électromotrice de ce système vient de la rapidité avec laquelle l’électrolyte compense l’électron perdu par le pigment excité avant que ce dernier ne se recombine : le pigment photosensible est imprégné dans un matériau semiconducteur fixé à la paroi transparente et conductrice située face au soleil, de sorte que l’électron libéré par le pigment diffuse jusqu’à la paroi conductrice à travers le matériau semi-conducteur pour venir s’accumuler dans la paroi supérieure de la cellule et générer une différence de potentiel avec la paroi inférieure.
Ces dispositifs sont prometteurs, car ils peuvent faire intervenir des matériaux bon marché mis en œuvre avec des technologies relativement simples.

### Efficacité
Ces cellules ont atteint en laboratoire des rendements de 15 %.
Les cellules sont commercialement produites avec des rendements d'environ 10 %, pour un coût d’environ 2 400 €/kWc. 
Les rendements une fois stabilisés et sur de grandes tailles restent toutefois bien inférieurs (~4 %).

## Recherche et développement
Ces cellules pourraient être améliorées par des technologies plasmoniques .
Le CEA a synthétisé des colorants organiques nouveaux qui pourraient se substituer aux organométalliques aujourd'hui utilisés dans les cellules de Grätzel les plus performantes (organo-métalliques composés de métaux rares et/ou toxiques (ruthénium), ou difficiles à synthétiser (dérivés de porphyrines de zinc). 
Les pigments reproduits par le CEA sont des molécules de structure relativement simple, aux couleurs et intensités variées qui permettent une efficacité de 10 %, voire plus. 
Les premiers tests ont montré que les colorants étaient stables durant plusieurs milliers d'heures.

## En France
Une usine de construction de panneaux à pigment photosensible, conçue par un groupe de chercheurs et de professionnels français et suisses (dont le professeur Grätzel) a été annoncée fin juin 2023, elle sera construite en Nouvelle-Aquitaine. 